# 大阪市道浪速鶴町線
大阪市道浪速鶴町線（おおさかしどうなにわつるまちせん）は、大阪府大阪市浪速区から大正区に至る全長約6.5kmのほぼ全線が主要地方道である。大浪通と大正通の愛称が付けられている。
- 起点： 元町2交差点 （国道25号交点）
- 終点： 鶴町南公園前交差点 （大阪府道5号大阪港八尾線交点）

## 接続道路
| 接続する道路 （西）北← 浪速鶴町線 →南（東） | 接続する道路 （西）北← 浪速鶴町線 →南（東） | 交差点       | 交差点 | 交差点 |
| ------------------------------------------- | ------------------------------------------- | ------------ | ------ | ------ |
| （日本橋3方面）                             |                                             |              |        |        |
| 国道25号                                    | 国道25号                                    | 元町2        | 大阪市 | 浪速区 |
| 市道南北線 ＜四つ橋筋＞                     | 国道25号                                    | 元町2        | 大阪市 | 浪速区 |
| 府道41号大阪伊丹線 ＜なにわ筋＞             | 府道41号大阪伊丹線 ＜なにわ筋＞             | 稲荷         | 大阪市 | 浪速区 |
| ＜あみだ池筋＞                              | ＜あみだ池筋＞                              | 立葉         | 大阪市 | 浪速区 |
| 府道29号大阪臨海線 ＜新なにわ筋＞           |                                             |              | 大阪市 | 浪速区 |
| 府道173号大阪八尾線 ＜大正通＞              | 府道173号大阪八尾線 ＜大正通＞              | 三軒家       | 大阪市 | 大正区 |
| 国道43号※                                   |                                             |              | 大阪市 | 大正区 |
| 府道5号大阪港八尾線 ＜海岸通＞              | 府道5号大阪港八尾線 ＜大正通＞              | 鶴町南公園前 | 大阪市 | 大正区 |

※高架道路につき直接には接続せず

## 沿線情報
- 大阪府立体育会館
- 浪速公園 （広域避難場所）
- 千歳橋 - 大正内港